# Lijst van beschermd erfgoed in Spa
Onderstaande tabel geeft een overzicht van de beschermde erfgoederen in de gemeente Spa. Het beschermd erfgoed maakt onderdeel uit van het cultureel erfgoed in België.
| Object | Bouwjaar/architect | Deelgemeente | Adres                                                                            | Coördinaten                   | Nummer?                | Afbeelding |
| --- | ------------------ | ------------ | -------------------------------------------------------------------------------- | ----------------------------- | ---------------------- | --- |
| De gevels en daken van twee aangrenzende huizen geheten "Hôtel de Lorraine" en "Le Ritz"                                                                       |                    |              | Place Pierre Legrand, rue du Marché n°2 en 4 en rue de l'Hôtel de ville n°1, Spa | 50° 29' 32" NB, 5° 52' 0" OL  | 63072-CLT-0001-01 Info | |
| De oudste delen gebouwd in 1774, het weeshuis van Spa, nu Casino, geheten Waux-Hall                                                                            |                    |              |                                                                                  | 50° 29' 18" NB, 5° 52' 9" OL  | 63072-CLT-0005-01 Info | De oudste delen gebouwd in 1774, het weeshuis van Spa, nu Casino, geheten Waux-Hall                                  |
| Ensemble van de koninklijke villa en zijn directe omgeving |                    |              | Spa                                                                              | 50° 29' 32" NB, 5° 51' 21" OL | 63072-CLT-0006-01 Info | |
| Bepaalde elementen van de koninklijke villa |                    |              | avenue Reine Astrid n°77, Spa                                                    | 50° 29' 31" NB, 5° 51' 26" OL | 63072-CLT-0007-01 Info | Bepaalde elementen van de koninklijke villa                                                                          |
| Ensemble van het park van Sept Heures |                    |              | Spa                                                                              | 50° 29' 37" NB, 5° 51' 30" OL | 63072-CLT-0008-01 Info | Ensemble van het park van Sept Heures                                                                                |
| Paviljoen van Hesse-Rhinfels |                    |              | Spa                                                                              | 50° 29' 37" NB, 5° 52' 12" OL | 63072-CLT-0009-01 Info | Paviljoen van Hesse-Rhinfels                                                                                         |
| De bossen en bosjes van Havette |                    |              | Spa                                                                              | 50° 29' 4" NB, 5° 52' 18" OL  | 63072-CLT-0010-01 Info | |
| Fontein van Sauvenière |                    |              | Spa                                                                              | 50° 29' 8" NB, 5° 53' 19" OL  | 63072-CLT-0011-01 Info | Fontein van Sauvenière                                                                                               |
| De gevels en daken van het oude huis Dommartin |                    |              | rue Félix Delhasse n°s 24-26-28 en 30                                            | 50° 29' 34" NB, 5° 51' 58" OL | 63072-CLT-0012-01 Info | |
| De eik genaamd "Al Bilance" groeiend op de rand van de weg Limbourg-Luxembourg                                                                                 |                    |              | Sart-lez-Spa                                                                     | 50° 28' 58" NB, 5° 55' 6" OL  | 63072-CLT-0013-01 Info | |
| Bepaalde delen van het gebouw "John Cockerill": noordgevel, oostelijke puntgevel en het dak                                                                    |                    |              | Avenue Reine Astrid n°250, Spa                                                   | 50° 29' 19" NB, 5° 50' 27" OL | 63072-CLT-0015-01 Info | |
| Leopold II Galerie bevindt zich in het Park van Sept Heures (geklasseerd bij Koninklijk Besluit van 13 januari 1977)                                           |                    |              |                                                                                  | 50° 29' 35" NB, 5° 51' 41" OL | 63072-CLT-0016-01 Info | Leopold II Galerie bevindt zich in het Park van Sept Heures (geklasseerd bij Koninklijk Besluit van 13 januari 1977) |
| Gevels, daken, hal, trap, eetkamer, twee kantoren op de begane grond en een bovenzaal van het oude Hôtel Britannique                                           |                    |              | rue de la Sauvenière n°8, Spa                                                    | 50° 29' 27" NB, 5° 52' 10" OL | 63072-CLT-0017-01 Info | |
| Gevels en de totaliteit van het oude "Hôtel de Bourbon" |                    |              | rue Delhasse n°32                                                                | 50° 29' 33" NB, 5° 51' 57" OL | 63072-CLT-0018-01 Info | Gevels en de totaliteit van het oude "Hôtel de Bourbon"                                                              |
| Straatgevels, puntgevels en de totaliteit van het huis |                    |              | rue de Wauxhall n°4, Spa                                                         | 50° 29' 26" NB, 5° 52' 1" OL  | 63072-CLT-0019-01 Info | |
| Straatgevels, puntgevels, en de totaliteit van het dak van de huizen                                                                                           |                    |              | rue de Wauxhall n°6 en 8, Spa                                                    | 50° 29' 26" NB, 5° 52' 2" OL  | 63072-CLT-0020-01 Info | |
| De trottoirs langs de gebouwen aan de rue du Waux-Hall n°s 4, 6 en 8 en het trottoir voor de tuin van n°8                                                      |                    |              | rue du Waux-Hall n°s 4, 6 en 8                                                   | 50° 29' 26" NB, 5° 52' 1" OL  | 63072-CLT-0021-01 Info | |
| Gevels en daken van het gebouw |                    |              | Place Royale n°17, Spa                                                           | 50° 29' 34" NB, 5° 51' 52" OL | 63072-CLT-0023-01 Info | |
| Balustrade buiten in keramiek |                    |              | avenue Henrijean n°63, Spa                                                       | 50° 29' 3" NB, 5° 51' 23" OL  | 63072-CLT-0024-01 Info | |
| Oude middelbare school, werd hotel voor reizigers genaamd "Le Grand Hôtel", tegenwoordig raadhuis                                                              |                    |              | place de l'Hôtel de Ville n°44                                                   | 50° 29' 37" NB, 5° 52' 0" OL  | 63072-CLT-0025-01 Info | Oude middelbare school, werd hotel voor reizigers genaamd "Le Grand Hôtel", tegenwoordig raadhuis                    |
| Voormalig badhuis van Spa, gevels binnen en buiten | 1868/ Leon Suys    |              | rue Royale, Spa                                                                  | 50° 29' 31" NB, 5° 51' 52" OL | 63072-CLT-0026-01 Info | Voormalig badhuis van Spa, gevels binnen en buiten                                                                   |
| Gevels en daken van het kasteel van Fraineuse |                    |              | avenue Amédée Hesse n°27, Spa                                                    | 50° 29' 47" NB, 5° 53' 14" OL | 63072-CLT-0027-01 Info | |
| IJskelder |                    |              | Spa                                                                              | 50° 29' 19" NB, 5° 51' 40" OL | 63072-CLT-0028-01 Info | |
| Gevels en dak, de trap en het geschilderde plafond op de eerste verdieping van het gebouw                                                                      |                    |              | rue du Marché n°22-26                                                            | 50° 29' 33" NB, 5° 52' 4" OL  | 63072-CLT-0029-01 Info | Gevels en dak, de trap en het geschilderde plafond op de eerste verdieping van het gebouw                            |
| Gevels en daken van de Peter-de-Grotebron |                    |              | Spa                                                                              | 50° 29' 32" NB, 5° 52' 2" OL  | 63072-CLT-0030-01 Info | Gevels en daken van de Peter-de-Grotebron                                                                            |
| Interieur van de Peter-de-Grotebron |                    |              |                                                                                  | 50° 29' 32" NB, 5° 52' 2" OL  | 63072-CLT-0031-01 Info | Interieur van de Peter-de-Grotebron                                                                                  |
| Gevels en daken van de votiefkapel Thomas Leloup, gesitueerd in de hoek van de straten rue de la Chapelle en rue Albin Body, instelling beschermingszone       |                    |              |                                                                                  | 50° 29' 25" NB, 5° 51' 38" OL | 63072-CLT-0032-01 Info | |
| Fabriek genaamd pavillon Félix Bernard |                    |              | la Heid de Spa, promenade Reikem                                                 | 50° 29' 26" NB, 5° 50' 29" OL | 63072-CLT-0035-01 Info | |
| Dubbele laan van lindebomen aan de chemin de Fawetay en la Heid des Pairs en omgeving op een strook van tien meter breed aan beide zijden van de dubbele oprit |                    |              | chemin de Fawetay, Spa                                                           | 50° 28' 56" NB, 5° 51' 20" OL | 63072-CLT-0036-01 Info | |
| Oude begraafplaats van Spa |                    |              | rue des Erables, Spa                                                             | 50° 29' 51" NB, 5° 51' 46" OL | 63072-CLT-0037-01 Info | Oude begraafplaats van Spa                                                                                           |
| Ensemble van de Waux-Hall, uitgezonderd de vleugel uit de 20e eeuw                                                                                             |                    |              |                                                                                  | 50° 29' 18" NB, 5° 52' 9" OL  | 63072-PEX-0001-01 Info | Ensemble van de Waux-Hall, uitgezonderd de vleugel uit de 20e eeuw                                                   |
| Leopold II Galerie |                    |              |                                                                                  | 50° 29' 35" NB, 5° 51' 41" OL | 63072-PEX-0002-01 Info | |